# Burnsi pajút törzs

A rezervátum elhelyezkedése

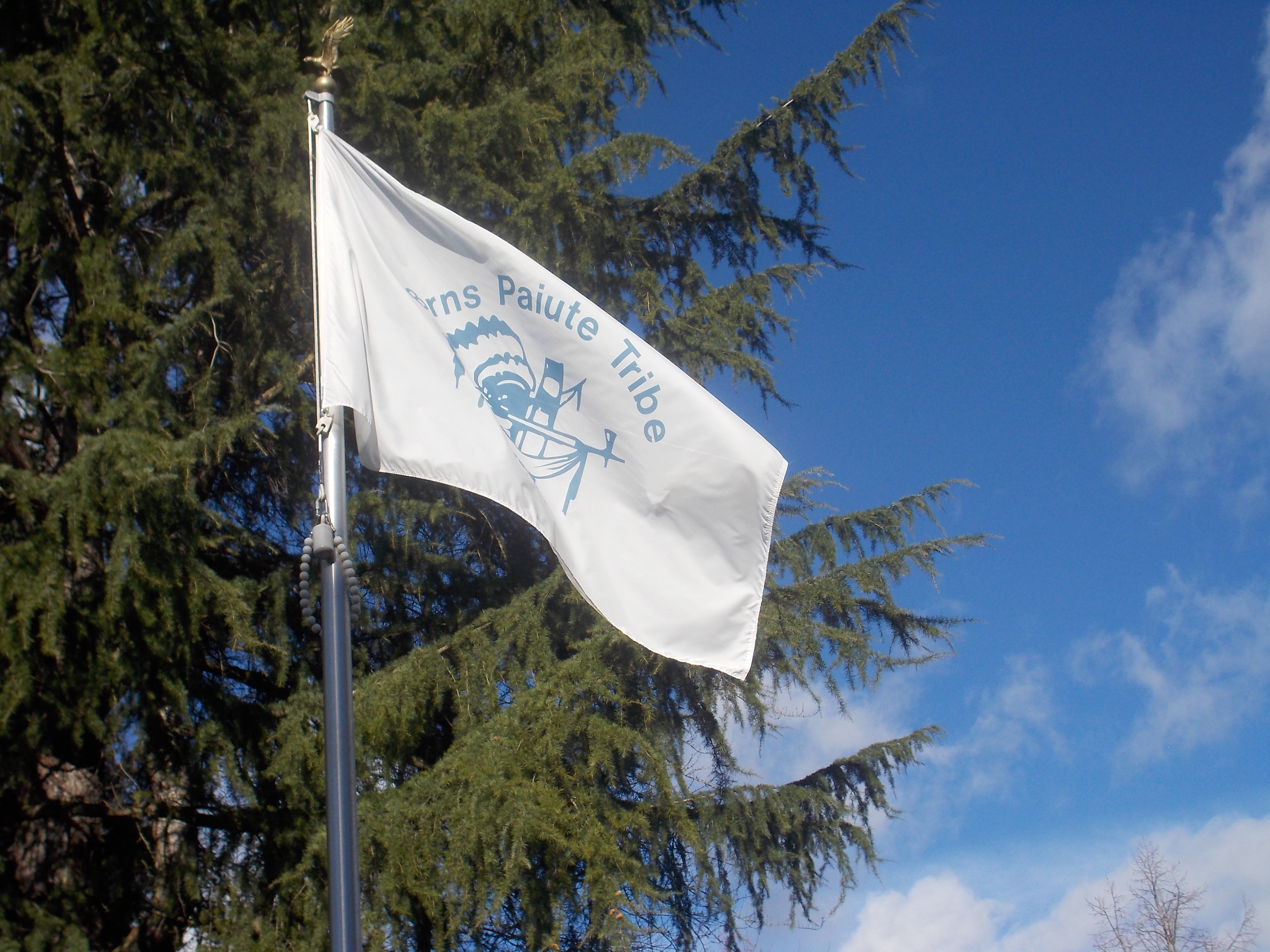
A törzs zászlaja

A burnsi pajút indián törzs az USA Oregon államának Harney megyéjében élő, szövetségileg elismert őslakos közösség. Az Oregon Blue Book alapján a törzsnek 349 tagja van.

## Történet
Az 1897-ben alakult törzs tagjai az északi pajútok wadatika csoportjának leszármazottai. Az egykor a Malheur-tó térségében élő wadatika törzs (saját nyelvükön Wadadökadö vagy Waadadikady) a Warm Springs-i törzsszövetség tagja. A Közép-Oregonból származó walpapik (Hunipuitöka) a burnsi pajút törzshöz tartoznak.

## Rezervátum
A törzs a Harney megyében fekvő 55,59 km2 területű rezervátumban él, emellett az ő tulajdonukban van a Burns közelében fekvő négyhektáros terület, és a megye távoli részén 71 különálló telek is. A két részre osztott rezervátumot 1972-ben alapították; 1933-ban a National Industrial Recovery Act keretében a rezervátum részére további három négyzetkilométer területet vásároltak.

## Gazdaság
Az 1160 m2-es Old Camp kaszinó 1998-ban nyílt meg. A létesítményt épületszerkezeti problémák miatt 2012. november 26-án bezárták.

## Közigazgatás
A törzs alkotmányát 1968. május 16-án fogadták el. Az évente kétszer ülésező törzsi bizottságban minden 18. évét betöltött tag részt vesz.
Az egykori kereskedelmi bizottságot felváltó, héttagú döntéshozó testületet három évre választják. A bizottság munkájában az elnök, alelnök, titkár, szolgabíró és három képviselő vesznek részt. A törzsnek saját rendőrsége és bírósága van.
A törzs a közfeladatok ellátására ötven főt alkalmaz. 2009-ben a burnsi pajútok voltak az időjárás-állóságot elérő első őslakos csoport, valamint az izzókat minden épületben energiatakarékosra cserélték,

## Kultúra
A pajútok egykor fűzből, zsályából, gyékényből és ebvészből készítettek kosarakat, hálókat, csapdákat és lábbeliket; a gyöngyfűzést és dobkészítést ma is gyakorolják.
A tagok részt vettek a bölcseik elbeszéléseinek megőrzését célzó projektben. Az anyák napi pow-wow-t október 13-án, a rezervátum létrejöttének évfordulóján rendezik meg.

## Beszélt nyelvek
A törzs tagjai hagyományosan az északi pajút nyelvet beszélik.

## Fordítás
- Ez a szócikk részben vagy egészben  a   Burns Paiute Tribe című angol Wikipédia-szócikk ezen változatának fordításán alapul.  Az eredeti cikk szerkesztőit annak laptörténete sorolja fel. Ez a jelzés csupán a megfogalmazás eredetét és a szerzői jogokat jelzi, nem szolgál a cikkben szereplő információk forrásmegjelöléseként.